# غوغيرنيل
غوغيرنيل (بالإنجليزية: Guggernell)‏ هو أحد جبال سلسلة جبال الألب بليسور وجزء من القمة الأم غوغيرنيلغرات يقع في كانتون غراوبوندن، سويسرا. يبلغ ارتفاع الجبل حوالي 2744 متر، بينما يبلغ ارتفاع نتوء الجبل 64 متر.